# Jacques Gabriel Bulliot
Jacques Gabriel Bulliot fue un importante arqueólogo francés ( 23 de enero de 1817 - 13 de enero de 1902) . Miembro de la Société Eduenne des Lettres, Sciences et Arts D'autun, constituida en Autun en 1836, se hizo especialmente conocido por ser el primero en ubicar el emplazamiento de la oppidum gala de Bibracte en el Monte Beuvray (Saona y Loira).
Llevó a cabo un gran número de excavaciones en el lugar entre los años 1867 y 1895, cuando encomendó el trabajo a su sobrino, Joseph Déchelette.

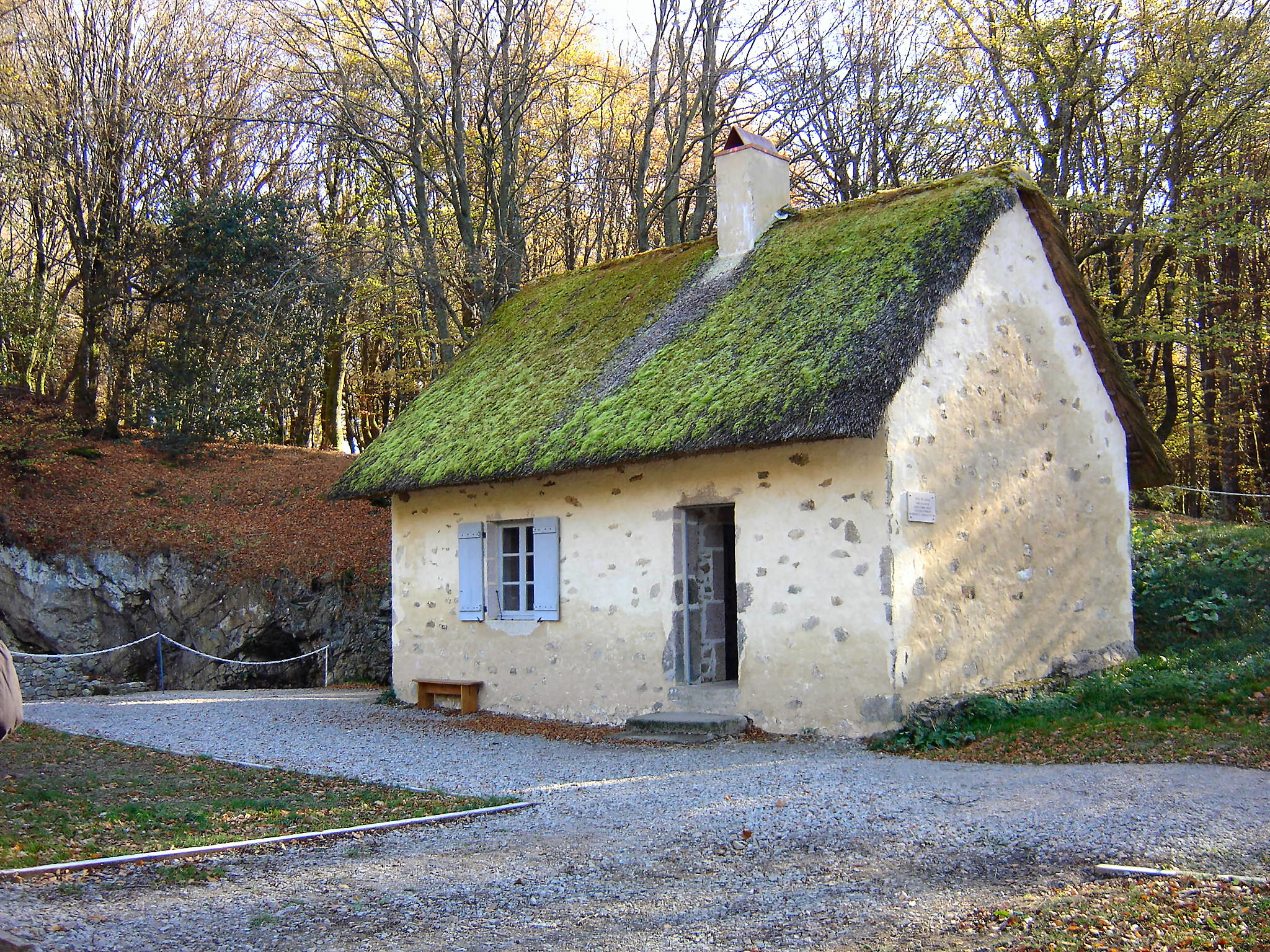
Reconstrucción de la vivienda que habitó Bulliot mientras realizaba sus excavaciones en el Monte Beuvray.

## Descubrimiento de Bibracte
En 1851, Bulliot decidió ofrecer una conferencia al Congreso de la Sociedad Francesa de Arqueología acerca de la cristianización de la civilización edua. La conferencia se produciría en una antigua capilla, la Capilla de San Martín del Monte Beuvray. A fin de prepararse, se desplazó al Beuvray, donde pretendía tomar algunas notas. Mientras realizaba sus investigaciones, halló los restos de un campamento romano en la cima de la montaña. Tras realizar el sorprendente descubrimiento, el arqueólogo repasó los escritos acerca de la Guerra de las Galias y ciertas crónicas de la Edad Media. En contra de la opinión unánime de la Société Éduenne, Bulliot estableció el emplazamiento de Bibracte en el Beuvray. En su ensayo acerca del sistema defensivo de los romanos en los territorios eduos situados entre el Saona y el Loira, expuso sus teorías.
Poco después, recibió la visita de un funcionario designado por Napoleón III a fin de efectuar las excavaciones en el territorio donde se produjo la victoria romana sobre los helvecios. Aunque había perdido mucha influencia por esa época, Bulliot encomendó a Xavier Garenne, otro miembro de la Société Éduenne, la misión de realizar ciertas investigaciones en el Beuvray.
El propietario de esos territorios, el Vizconde de Aboville llevó a cabo sus propias indagaciones. El Arzobispo de Reims, miembro de la Société Éduenne y amigo de Bulliot a pesar de sus diferencias acerca del emplazamiento de Bibracte se interesó en estas investigaciones y dio parte al emperador. Así, en 1867, Napoleón III asignó a Bulliot el liderazgo de las excavaciones en el Beuvray.

## Algunas publicaciones
- " Etude sur l'Abbaye de Saint-Martin d'Autun ", 2 vol. In-8°
- "  Essai sur le système défensif des Romains dans le pays Eduen "
- "  L'Art de l'émaillerie chez les Eduens avant l'ère chrétienne "
- "  La Cité Gauloise "
- "  Fouilles du Mont Beuvray " 3 grandes álbumes In-4°